# 皇后像廣場
皇后像廣場（英語：Statue Square）是香港的一個廣場，位於香港島中環，為早年維多利亞城的地標性廣場建築。原本設置維多利亞女王銅像，惟現時已經沒有任何英國皇室成員的銅像，僅保留了一座紀念銀行家昃臣爵士的銅像。政府於1960年代將廣場重建成現貌，供市民休憩之用。

## 歷史

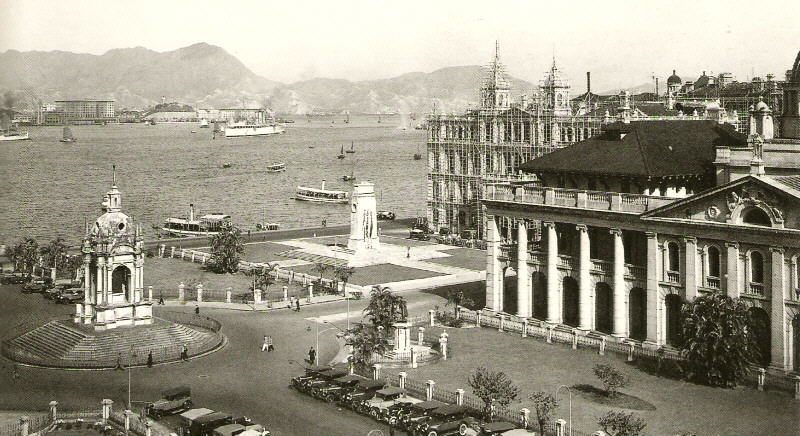
1920年代的皇后像廣場

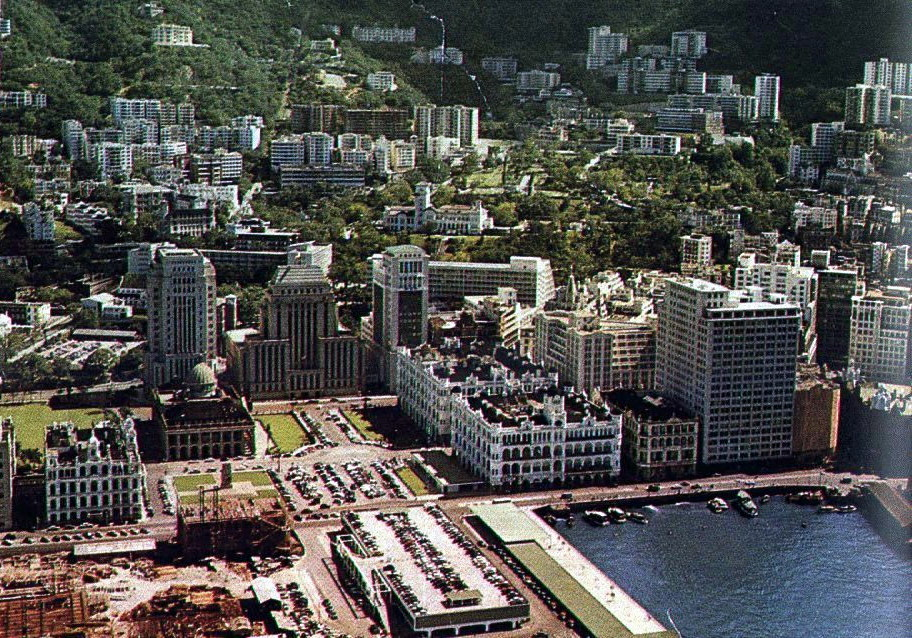
皇后像廣場重建前的面貌（1955年)，廣場內的銅像被移走，拱頂亭座亦被清拆，並成為臨時停車場

皇后像廣場原名皇家廣場，用地是1880年代填海所得的土地。為紀念維多利亞女王登基50周年（1887年），香港政府鑄造了一座女王的銅像，但計劃拖了很長時間，才於1896年5月28日（慶祝女皇壽辰的指定日子）在中央廣場揭幕。女王銅像是意大利裔雕塑家馬里奧·拉基的作品，另外兩座位於加拿大多倫多及南非金伯利的同款銅像亦由他建造。重達3噸的女王銅像，放置位於中央廣場核心位置（遮打道與獲多利街交界）的拱頂亭座之內，與皇后像停泊處（第一代皇后碼頭）構成中軸線。1897年，政府將中央廣場更名為皇后像廣場，「皇后」一詞實際是政府官員將英文「女王」一詞「Queen」誤譯所致。
廣場南部為一片草坪，中央為貫通德輔道中與遮打道的獲多利街。1902年7月5日，干諾公爵（維多利亞女王第三子）的銅像由遮打爵士捐立，被放在皇后像廣場（後於1907年改放於干諾道）。為了表揚香港上海匯豐銀行總經理昃臣爵士對香港經濟的貢獻，他的銅像於1906年獲安放於廣場之內，由匯豐銀行捐立。廣場北部則放置多尊英國皇室成員的銅像，包括英王愛德華七世及喬治五世的銅像，兩座銅像均於1907年2月6日由訪港的干諾公爵主持揭幕，分別由遮打爵士和貝爾·艾爾芬（Bell Irving）捐立。1909年11月25日，廣場放置了愛德華七世妻子雅麗珊皇后（Queen Alexandra）和喬治五世妻子瑪麗皇后（Queen Mary）的銅像，分別由公眾和麼地爵士捐立。1923年5月3日，廣場放置了港督梅含理爵士的銅像。同月24日，廣場放置了「匯豐銀行紀念第一次世界大戰犧牲職員像」。同年，廣場北部東側的和平紀念碑建成，紀念在第一次世界大戰的陣亡將士。最盛時期，皇后像廣場裡共有9個銅像。

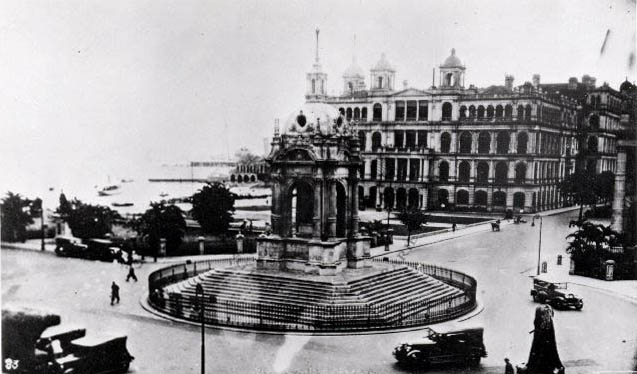
放置維多利亞女王銅像的拱頂亭座
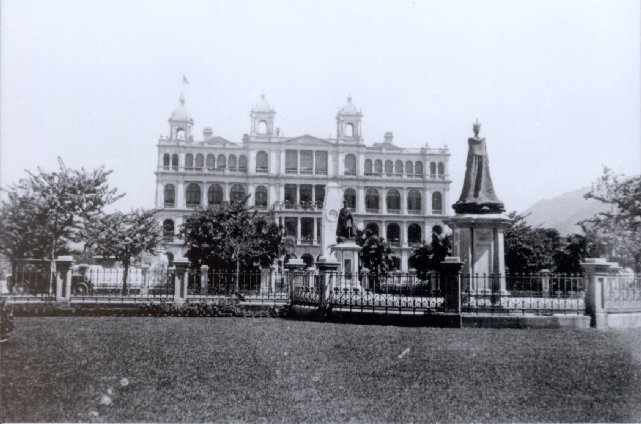
廣場內的愛德華七世伉儷銅像
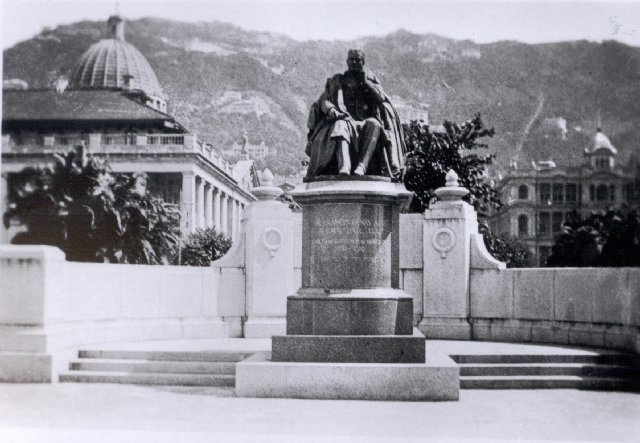
廣場內的梅含理爵士銅像

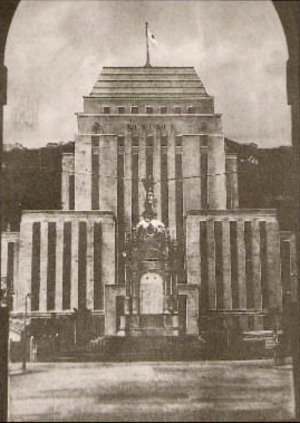
日治時期被石碑所封的拱頂亭座

香港日治時期，皇后像廣場中的女王銅像被日軍運往日本，準備熔掉成為製造武器的原料。而拱頂亭座則被刻有佔領香港告諭的石碑所封，宣告香港已經被日本佔領。第二次世界大戰結束後，拱頂亭座因為毀壞不堪而被拆卸，而遮打道得以擴闊。香港政府透過駐日盟軍總部尋回愛德華七世伉儷（其後運返英國）、維多利亞女王及昃臣爵士的銅像，昃臣爵士銅像其後重置於皇后像廣場南面。亦曾換過位置，而他所企高石台，亦改為低石台，至於昃臣爵士銅像重置後底部出現三角尖，相傳是與六七十年代神秘失蹤案有關。話說當時皇后像廣場，附近經常有人失蹤，警方無法尋獲失蹤人士，亦無頭緒。期間有人竟見，昃臣爵士銅像好像從高台跳下來，因此大家聯想到失蹤案與昃臣爵士銅像有關。於是請了有術之士，在這昃臣爵士銅像的高台的底部四邊，佈下三角尖，好像封銅像。其後皇后像廣場附近再沒有人經常失蹤，只有人問起昃臣爵士銅像底部三角尖的事。
而維多利亞女王銅像則重置於1957年落成的維多利亞公園內。由於皇后像廣場的英文名稱是 ，意即「銅像廣場」，因此很多外地人士誤以為皇后像廣場是因昃臣爵士銅像而得名。

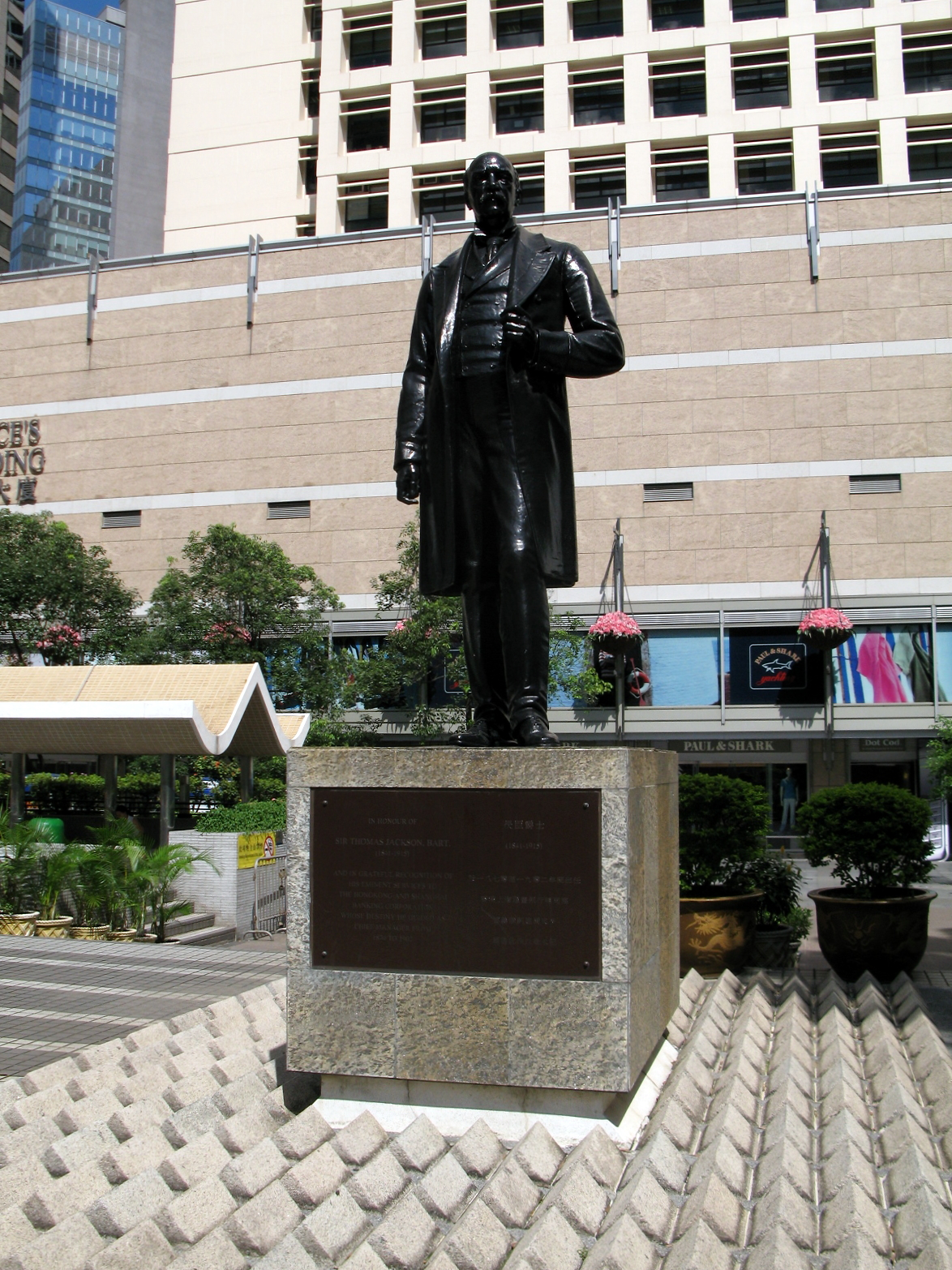
重置在廣場內的昃臣爵士銅像及底部三角尖
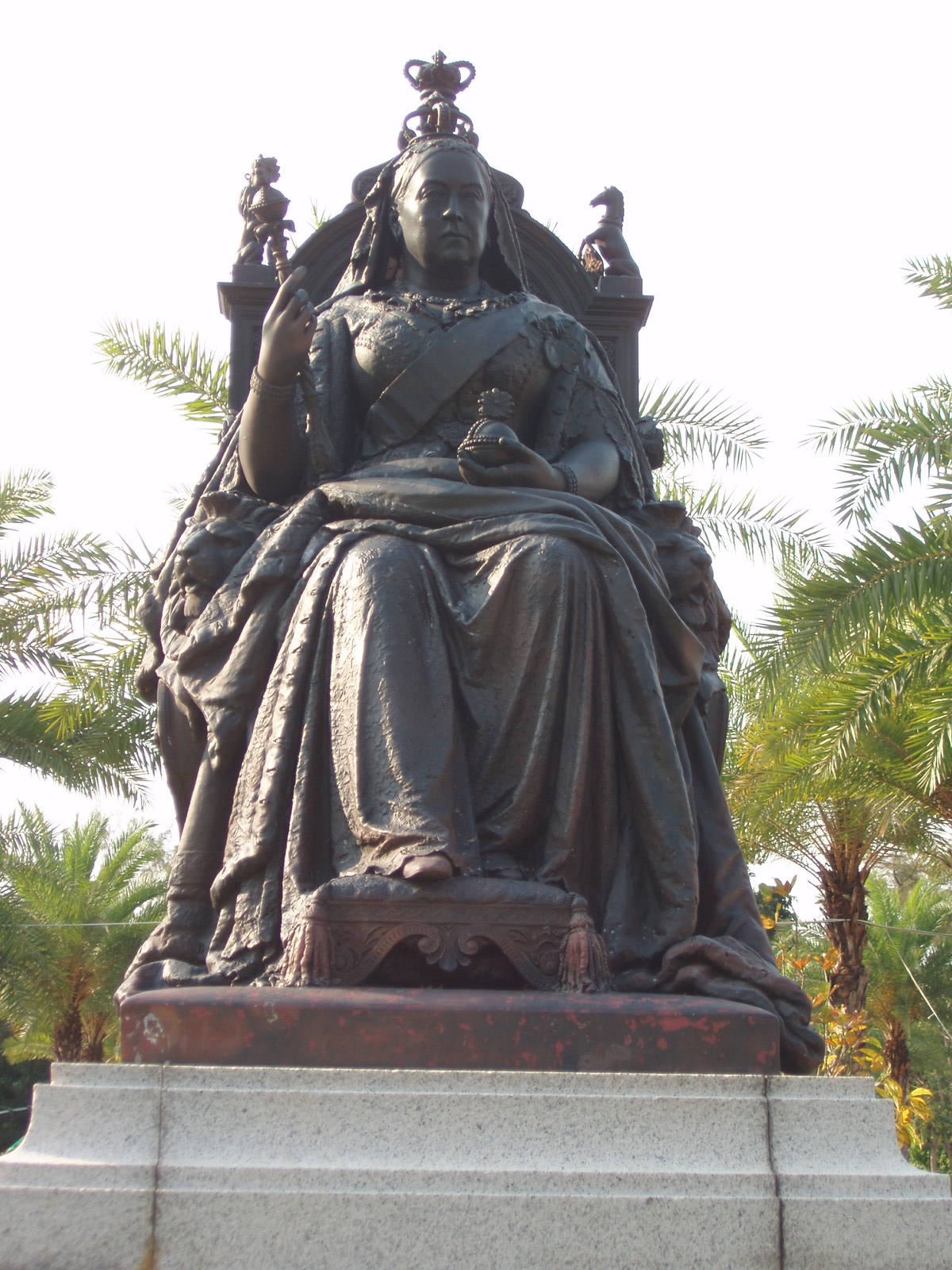
重置於維多利亞公園的維多利亞女王銅像

## 重建與現況

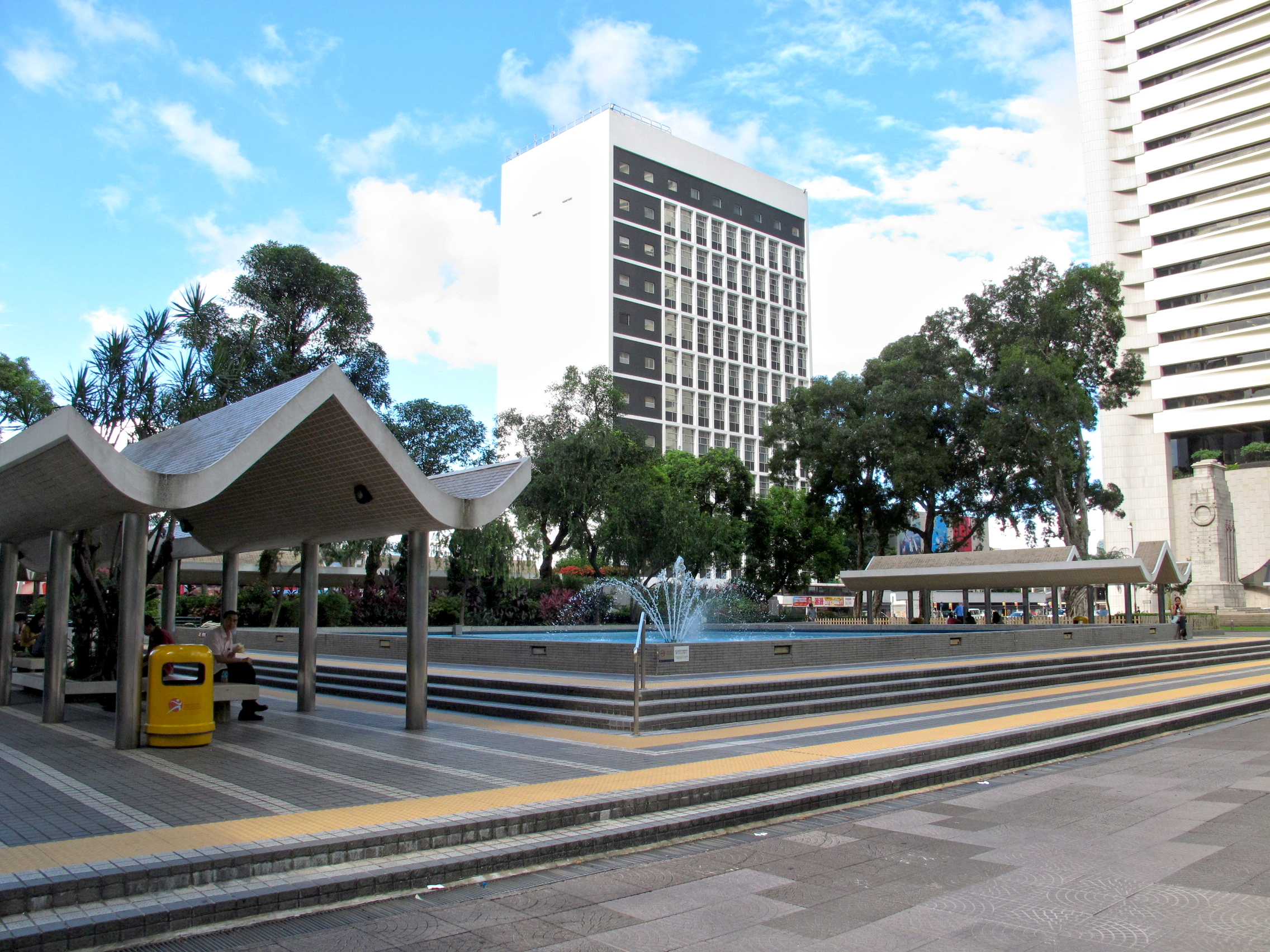
皇后像廣場近遮打道的噴水池

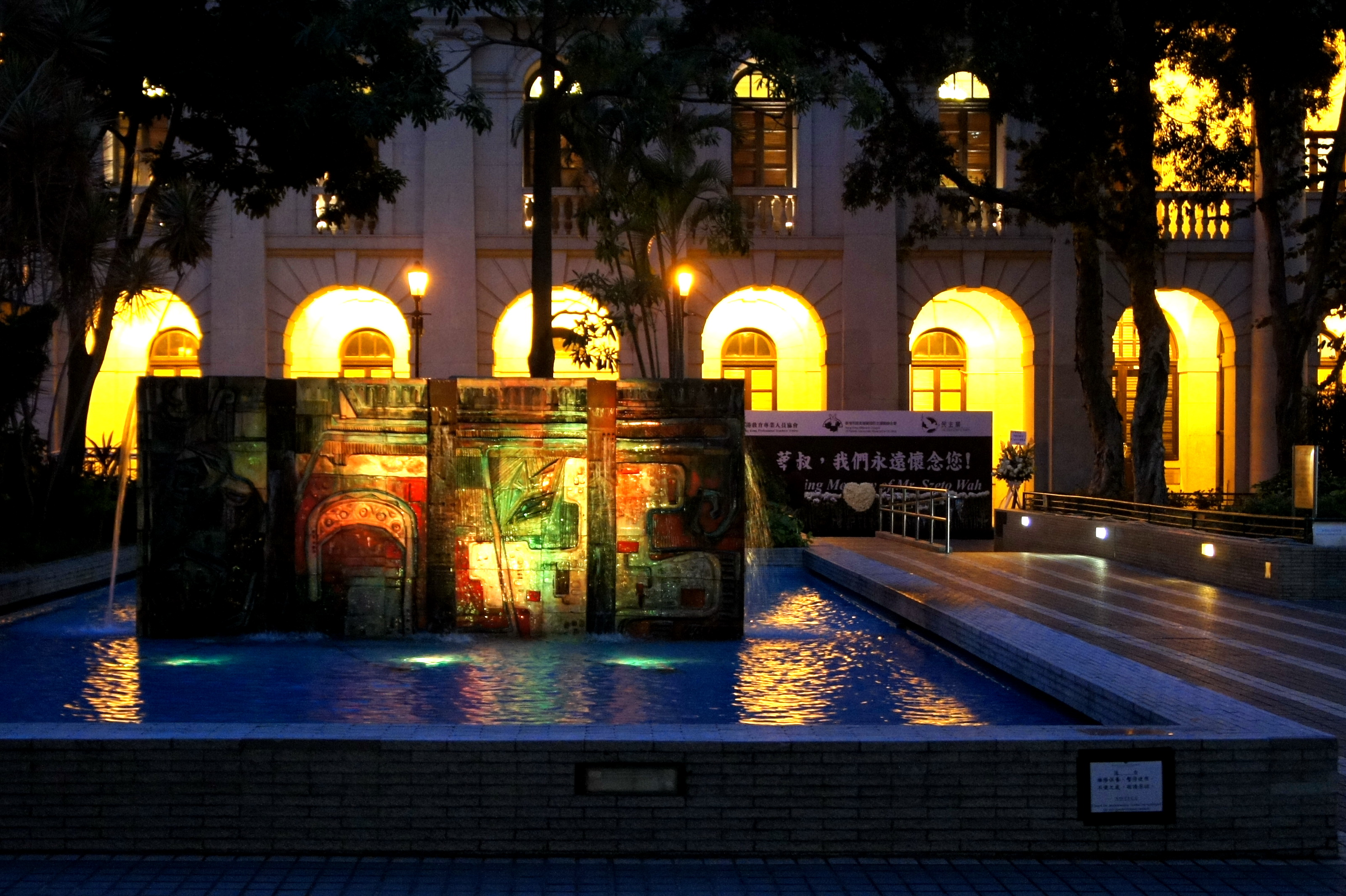
晚上的皇后像廣場，背後為終審法院

1960年代政府重建皇后像廣場，屬全港綠化運動的一部份。1965年正值匯豐銀行成立100週年，於是委托司徒惠建築師事務所的建築師費雅倫（Alan Fitch）於同年負責設計，加建了噴水池、涼亭及園林綠化設施，其融入包浩斯（Bauhaus）建築風格。1966年為皇后像廣場舉行開幕典禮時，港督戴麟趾爵士與費雅倫均有出席。廣場北面的干諾道中行人隧道於1959年4月2日啟用，是香港首條行人隧道，連接愛丁堡廣場碼頭及香港大會堂。1980年2月12日，地鐵中環站啟用，但尚未計劃興建地鐵出口。因應滙豐總行大廈工程及其啟用後的安排，1984年滙豐高層終於跟廣場經理人市政局及地鐵公司達成共識，興建廣場內的車站出口（亦即K出口），刻意採用跟廣場和滙豐總行匹配的灰色花崗石外牆，在大廈1985年局部開放之際，鐵定於8月31日中午起對外開放，川流不息的行人成為了皇后像廣場平日的特色景象。
位處中環商業區的皇后像廣場，自1960年代就成為舉行大型公眾活動的場地，如在1969、1971及1973年舉行的香港節嘉年華及香港節小姐競選決賽。在1997年後舉行主權移交紀念等活動，隨著最高法院大樓於1985年改建為立法會大樓，皇后像廣場及遮打花園亦成為了集會示威的主要場地，直至政府總部及立法會大樓遷到金鐘。1990年代，隨著來港的菲律賓傭工每逢假日都在廣場一帶集會休憩，遮打道在假日都被劃為行人專用區，一些專欄作者就曾經將皇后像廣場譏為「賓妹廣場」。
自2003年起，皇后像廣場在每年12月均會舉行香港繽紛冬日節，廣場一帶仿照北歐芬蘭的聖誕老人鎮佈置，並有全香港最高的戶外聖誕樹，成為每年的特色活動。
自2007年1月1日相關禁煙條例生效後，此場地全面禁煙。

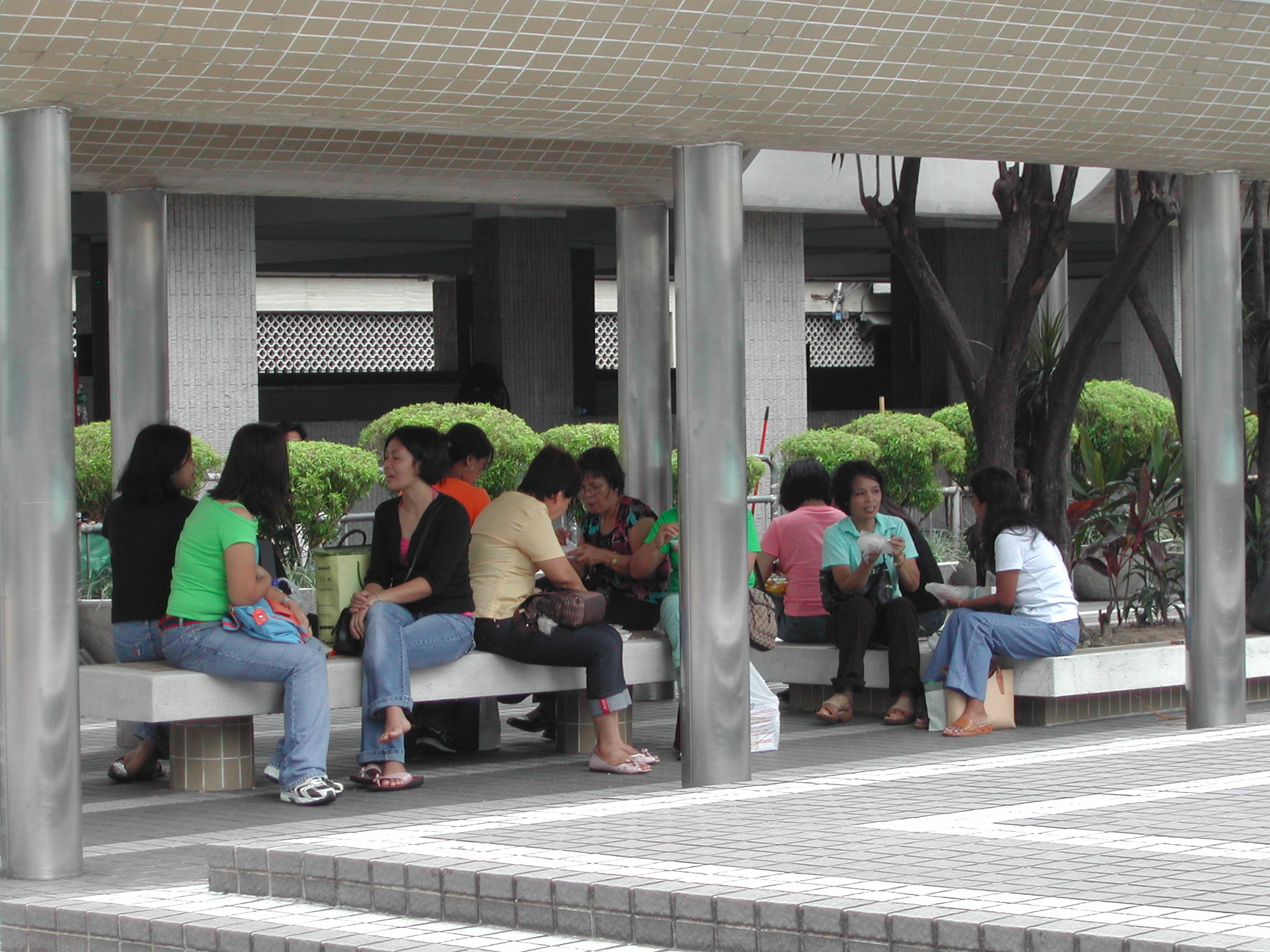
假日在皇后像廣場聯誼的外籍人士
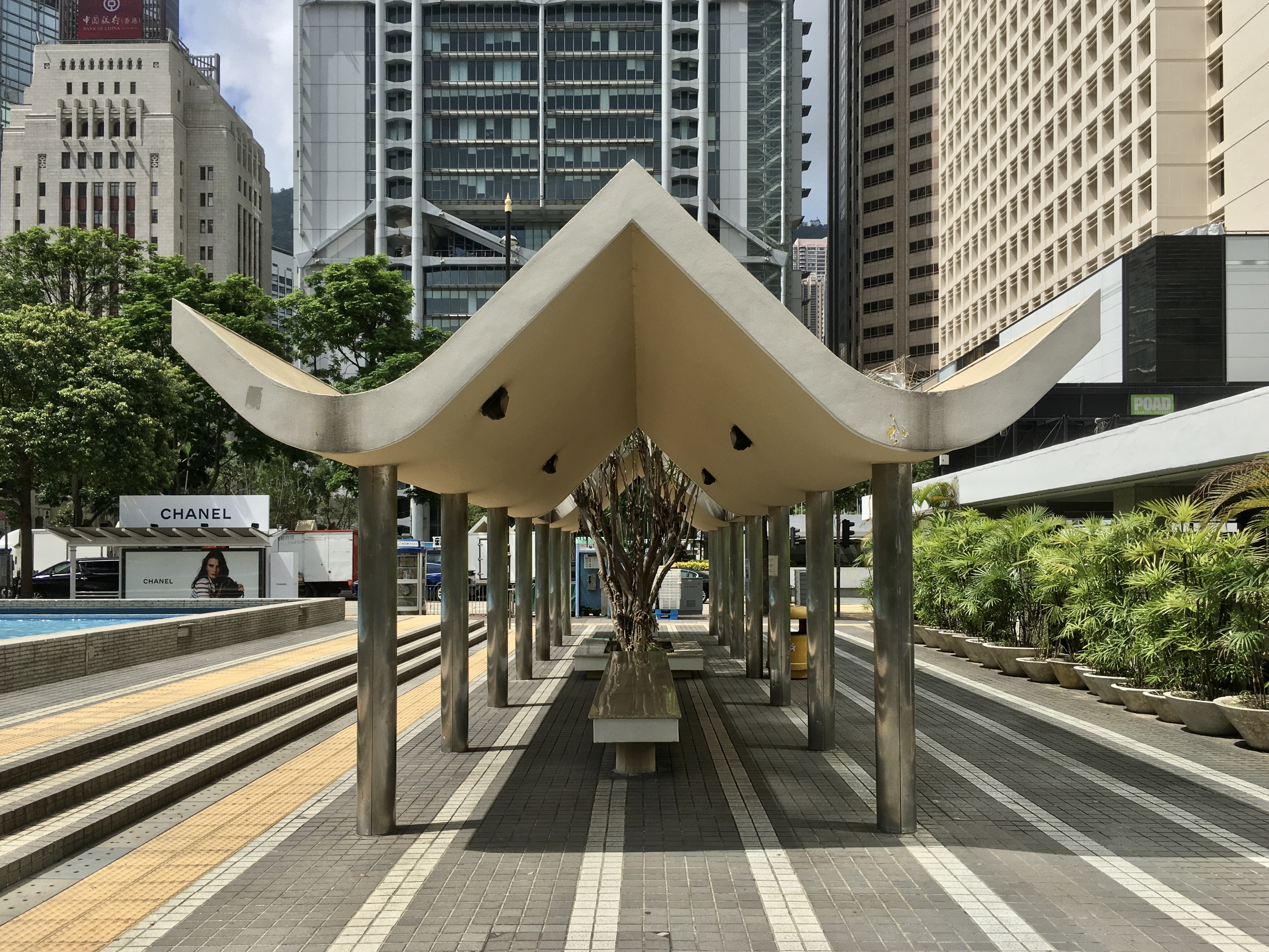
皇后像廣場涼亭
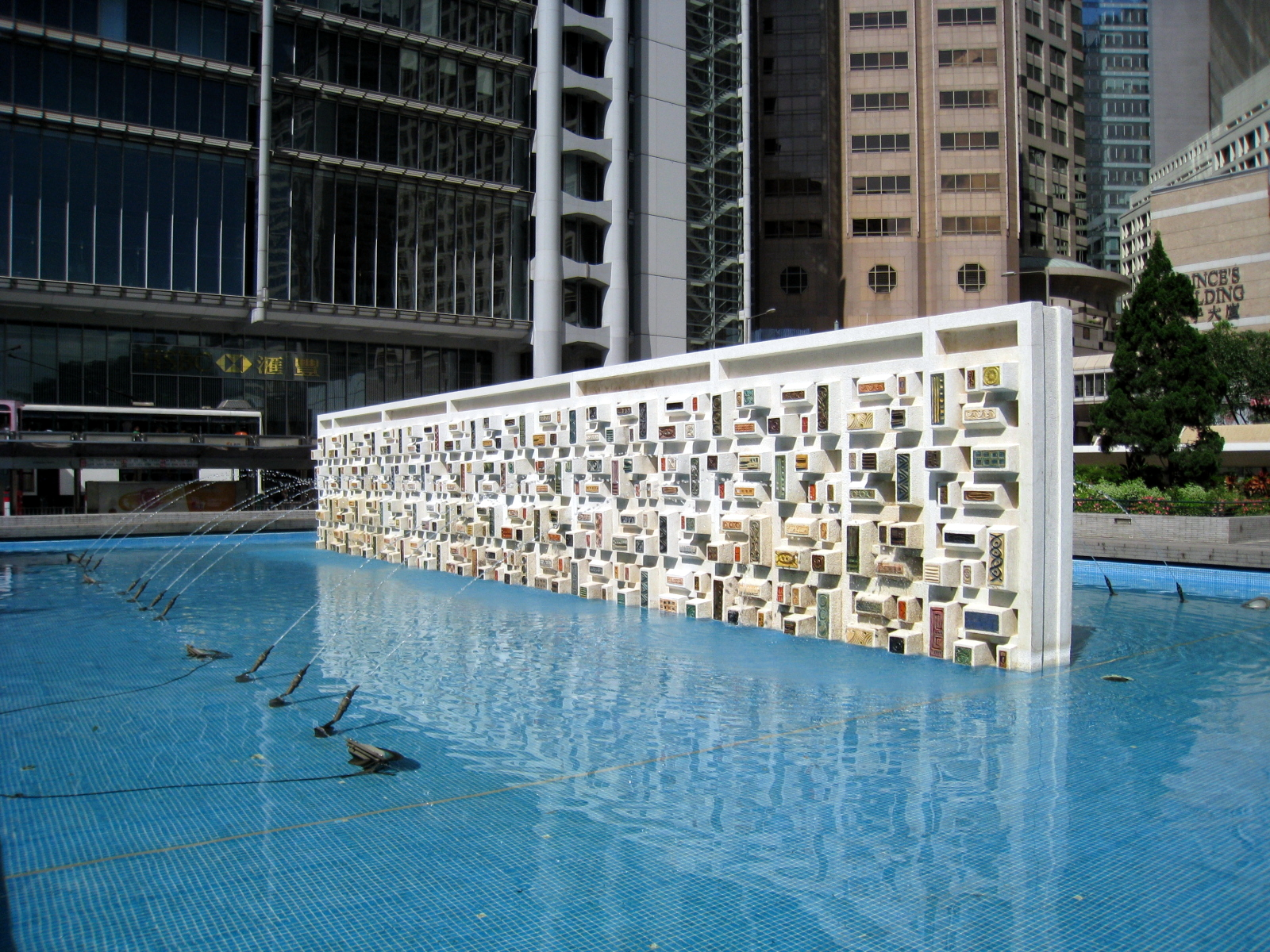
皇后像廣場噴水池 (1)
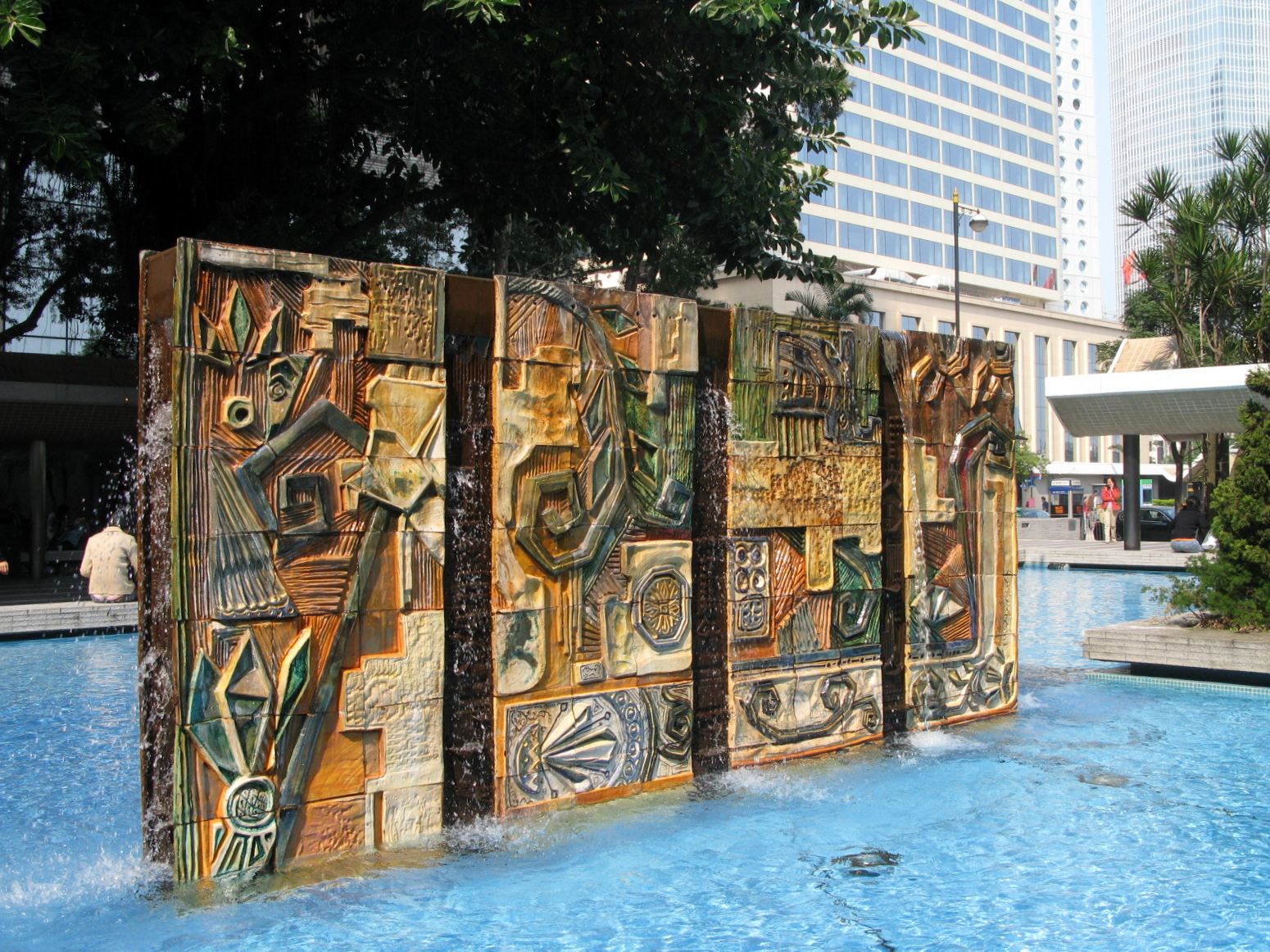
皇后像廣場噴水池 (2)
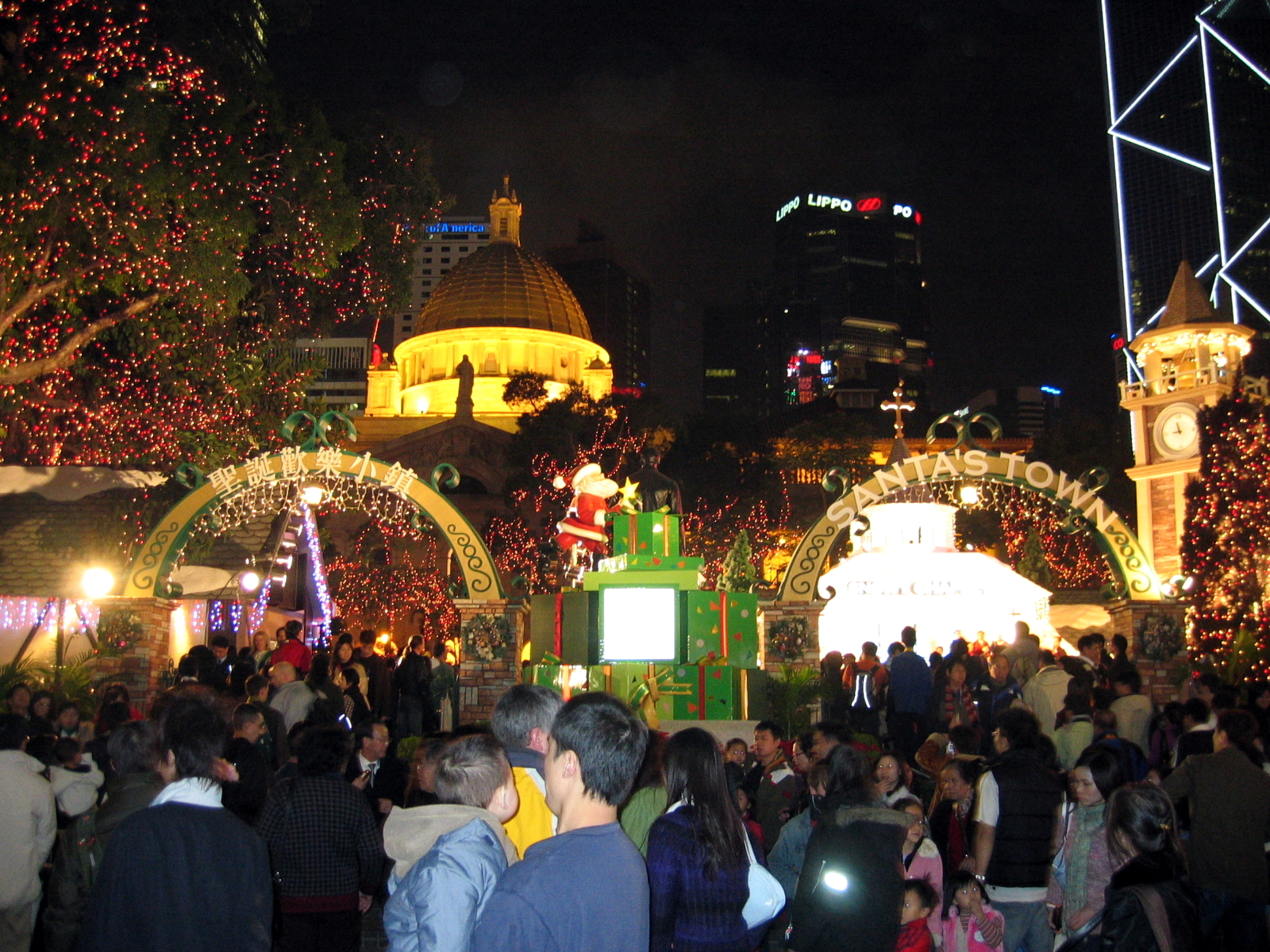
香港繽紛冬日節（2005年）

## 附近建築物
| 廣場以南 - 滙豐總行大廈 - 中國銀行大廈 - 渣打銀行大廈 - 皇后大道中九號 | 廣場以北 - 和平紀念碑 - 香港大會堂 - 愛丁堡廣場 - 展城館 | 廣場以東 - 終審法院大樓 - 香港會所大廈 - 遮打花園 | 廣場以西 - 太子大廈 - 香港文華東方酒店 |

## 外部連結
- 香港古物諮詢委員會 - 皇后像廣場
- Docomomo Hong Kong：皇后像廣場（页面存档备份，存于）
- 西九文化區 M+ 藏品系列：香港皇后像廣場（1956至1966年）工地平面圖（页面存档备份，存于）